# NGC 1350
NGC 1350 é uma galáxia {{{typ}}} localizada na direcção da constelação de Fornax. Possui uma declinação de -33° 37' 38" e uma ascensão recta de 3 horas, 31 minutos e 07,9 segundos.
A galáxia NGC 1350 foi descoberta em 24 de Novembro de 1826 por James Dunlop.